# Santiago López (argentyński piłkarz)
Santiago „Santi” López Grobin (ur. 9 lutego 2006 w Nono) – argentyński piłkarz występujący na pozycji skrzydłowego, od 2023 roku zawodnik Independiente.